# Чемпионат Казахстана по футболу 2022
31-й национальный чемпионат Казахстана по футболу, в котором принимали участие 14 клубов.
Чемпионский титул защищал «Тобол» (Костанай). По итогам прошлого сезона Премьер-лигу покинули «Кайсар» и «Жетысу». Вместо них в этом сезоне участвовали «Аксу» и «Мактаарал».

## Участие лучших команд в еврокубках
По состоянию на начало чемпионата квота Казахстана на участие в еврокубках была следующей:
| Места | Турнир                | Начало выступления         |
| ----- | --------------------- | -------------------------- |
| 1-е   | Лига чемпионов УЕФА   | 1-й квалификационный раунд |
| 2-е   | Лига Конференций УЕФА | 2-й квалификационный раунд |
| 3-е   | Лига Конференций УЕФА | 2-й квалификационный раунд |

Эти позиции не окончательные. Они могут меняться по итогам розыгрыша Кубка Казахстана-2022, а также в зависимости от того, какие команды и из каких стран выиграют Лигу чемпионов и Лигу Европы-2021/22. Итоговое распределение мест в еврокубках см. ниже.

## Участники

### Изменения
По итогам сезона-2021 Премьер-лигу покинули:
- «Кайсар» (Кызылорда) — 13-е место
- «Жетысу» (Талдыкорган) — 14-е место

Из Первой лиги квалифицировались:
- «Аксу» (Аксу, Павлодарская область) — 1-е место (дебют)
- «Мактаарал» (Атакент, Туркестанская область) — 2-е место (дебют)

### География соревнования
| Астана | Кайрат (Алма-Ата) | Ордабасы (Шымкент) | Шахтёр (Караганда) | Актобе | Тараз                             |
| --- | --- | --- | --- | --- | --------------------------------- |
| Астана Арена | Центральный | Кажимукан | Шахтёр | Кобыланды Батыр | Центральный                       |
| Вместимость: 30 200 | Вместимость: 23 804 | Вместимость: 20 000 | Вместимость: 19 500 | Вместимость: 12 729 | Вместимость: 12 527               |
| | | | | |                                   |
| Тобол Актобе Каспий Астана Шахтёр Мактаарал Ордабасы Кайрат Атырау Аксу Тараз Кызыл-Жар СК Акжайык ТуранРасположение команд чемпионата Казахстана по футболу 2022 | Тобол Актобе Каспий Астана Шахтёр Мактаарал Ордабасы Кайрат Атырау Аксу Тараз Кызыл-Жар СК Акжайык ТуранРасположение команд чемпионата Казахстана по футболу 2022 | Тобол Актобе Каспий Астана Шахтёр Мактаарал Ордабасы Кайрат Атырау Аксу Тараз Кызыл-Жар СК Акжайык ТуранРасположение команд чемпионата Казахстана по футболу 2022 | Тобол Актобе Каспий Астана Шахтёр Мактаарал Ордабасы Кайрат Атырау Аксу Тараз Кызыл-Жар СК Акжайык ТуранРасположение команд чемпионата Казахстана по футболу 2022 | Тобол Актобе Каспий Астана Шахтёр Мактаарал Ордабасы Кайрат Атырау Аксу Тараз Кызыл-Жар СК Акжайык ТуранРасположение команд чемпионата Казахстана по футболу 2022 | Аксу (Павлодарская область)       |
| Тобол Актобе Каспий Астана Шахтёр Мактаарал Ордабасы Кайрат Атырау Аксу Тараз Кызыл-Жар СК Акжайык ТуранРасположение команд чемпионата Казахстана по футболу 2022 | Тобол Актобе Каспий Астана Шахтёр Мактаарал Ордабасы Кайрат Атырау Аксу Тараз Кызыл-Жар СК Акжайык ТуранРасположение команд чемпионата Казахстана по футболу 2022 | Тобол Актобе Каспий Астана Шахтёр Мактаарал Ордабасы Кайрат Атырау Аксу Тараз Кызыл-Жар СК Акжайык ТуранРасположение команд чемпионата Казахстана по футболу 2022 | Тобол Актобе Каспий Астана Шахтёр Мактаарал Ордабасы Кайрат Атырау Аксу Тараз Кызыл-Жар СК Акжайык ТуранРасположение команд чемпионата Казахстана по футболу 2022 | Тобол Актобе Каспий Астана Шахтёр Мактаарал Ордабасы Кайрат Атырау Аксу Тараз Кызыл-Жар СК Акжайык ТуранРасположение команд чемпионата Казахстана по футболу 2022 | Центральный стадион               |
| Тобол Актобе Каспий Астана Шахтёр Мактаарал Ордабасы Кайрат Атырау Аксу Тараз Кызыл-Жар СК Акжайык ТуранРасположение команд чемпионата Казахстана по футболу 2022 | Тобол Актобе Каспий Астана Шахтёр Мактаарал Ордабасы Кайрат Атырау Аксу Тараз Кызыл-Жар СК Акжайык ТуранРасположение команд чемпионата Казахстана по футболу 2022 | Тобол Актобе Каспий Астана Шахтёр Мактаарал Ордабасы Кайрат Атырау Аксу Тараз Кызыл-Жар СК Акжайык ТуранРасположение команд чемпионата Казахстана по футболу 2022 | Тобол Актобе Каспий Астана Шахтёр Мактаарал Ордабасы Кайрат Атырау Аксу Тараз Кызыл-Жар СК Акжайык ТуранРасположение команд чемпионата Казахстана по футболу 2022 | Тобол Актобе Каспий Астана Шахтёр Мактаарал Ордабасы Кайрат Атырау Аксу Тараз Кызыл-Жар СК Акжайык ТуранРасположение команд чемпионата Казахстана по футболу 2022 | Вместимость: 11 828               |
| Тобол Актобе Каспий Астана Шахтёр Мактаарал Ордабасы Кайрат Атырау Аксу Тараз Кызыл-Жар СК Акжайык ТуранРасположение команд чемпионата Казахстана по футболу 2022 | Тобол Актобе Каспий Астана Шахтёр Мактаарал Ордабасы Кайрат Атырау Аксу Тараз Кызыл-Жар СК Акжайык ТуранРасположение команд чемпионата Казахстана по футболу 2022 | Тобол Актобе Каспий Астана Шахтёр Мактаарал Ордабасы Кайрат Атырау Аксу Тараз Кызыл-Жар СК Акжайык ТуранРасположение команд чемпионата Казахстана по футболу 2022 | Тобол Актобе Каспий Астана Шахтёр Мактаарал Ордабасы Кайрат Атырау Аксу Тараз Кызыл-Жар СК Акжайык ТуранРасположение команд чемпионата Казахстана по футболу 2022 | Тобол Актобе Каспий Астана Шахтёр Мактаарал Ордабасы Кайрат Атырау Аксу Тараз Кызыл-Жар СК Акжайык ТуранРасположение команд чемпионата Казахстана по футболу 2022 | Кызыл-Жар (Петропавловск)         |
| Тобол Актобе Каспий Астана Шахтёр Мактаарал Ордабасы Кайрат Атырау Аксу Тараз Кызыл-Жар СК Акжайык ТуранРасположение команд чемпионата Казахстана по футболу 2022 | Тобол Актобе Каспий Астана Шахтёр Мактаарал Ордабасы Кайрат Атырау Аксу Тараз Кызыл-Жар СК Акжайык ТуранРасположение команд чемпионата Казахстана по футболу 2022 | Тобол Актобе Каспий Астана Шахтёр Мактаарал Ордабасы Кайрат Атырау Аксу Тараз Кызыл-Жар СК Акжайык ТуранРасположение команд чемпионата Казахстана по футболу 2022 | Тобол Актобе Каспий Астана Шахтёр Мактаарал Ордабасы Кайрат Атырау Аксу Тараз Кызыл-Жар СК Акжайык ТуранРасположение команд чемпионата Казахстана по футболу 2022 | Тобол Актобе Каспий Астана Шахтёр Мактаарал Ордабасы Кайрат Атырау Аксу Тараз Кызыл-Жар СК Акжайык ТуранРасположение команд чемпионата Казахстана по футболу 2022 | Карасай                           |
| Тобол Актобе Каспий Астана Шахтёр Мактаарал Ордабасы Кайрат Атырау Аксу Тараз Кызыл-Жар СК Акжайык ТуранРасположение команд чемпионата Казахстана по футболу 2022 | Тобол Актобе Каспий Астана Шахтёр Мактаарал Ордабасы Кайрат Атырау Аксу Тараз Кызыл-Жар СК Акжайык ТуранРасположение команд чемпионата Казахстана по футболу 2022 | Тобол Актобе Каспий Астана Шахтёр Мактаарал Ордабасы Кайрат Атырау Аксу Тараз Кызыл-Жар СК Акжайык ТуранРасположение команд чемпионата Казахстана по футболу 2022 | Тобол Актобе Каспий Астана Шахтёр Мактаарал Ордабасы Кайрат Атырау Аксу Тараз Кызыл-Жар СК Акжайык ТуранРасположение команд чемпионата Казахстана по футболу 2022 | Тобол Актобе Каспий Астана Шахтёр Мактаарал Ордабасы Кайрат Атырау Аксу Тараз Кызыл-Жар СК Акжайык ТуранРасположение команд чемпионата Казахстана по футболу 2022 | Вместимость: 11 000               |
| Тобол Актобе Каспий Астана Шахтёр Мактаарал Ордабасы Кайрат Атырау Аксу Тараз Кызыл-Жар СК Акжайык ТуранРасположение команд чемпионата Казахстана по футболу 2022 | Тобол Актобе Каспий Астана Шахтёр Мактаарал Ордабасы Кайрат Атырау Аксу Тараз Кызыл-Жар СК Акжайык ТуранРасположение команд чемпионата Казахстана по футболу 2022 | Тобол Актобе Каспий Астана Шахтёр Мактаарал Ордабасы Кайрат Атырау Аксу Тараз Кызыл-Жар СК Акжайык ТуранРасположение команд чемпионата Казахстана по футболу 2022 | Тобол Актобе Каспий Астана Шахтёр Мактаарал Ордабасы Кайрат Атырау Аксу Тараз Кызыл-Жар СК Акжайык ТуранРасположение команд чемпионата Казахстана по футболу 2022 | Тобол Актобе Каспий Астана Шахтёр Мактаарал Ордабасы Кайрат Атырау Аксу Тараз Кызыл-Жар СК Акжайык ТуранРасположение команд чемпионата Казахстана по футболу 2022 | Тобол (Костанай)                  |
| Тобол Актобе Каспий Астана Шахтёр Мактаарал Ордабасы Кайрат Атырау Аксу Тараз Кызыл-Жар СК Акжайык ТуранРасположение команд чемпионата Казахстана по футболу 2022 | Тобол Актобе Каспий Астана Шахтёр Мактаарал Ордабасы Кайрат Атырау Аксу Тараз Кызыл-Жар СК Акжайык ТуранРасположение команд чемпионата Казахстана по футболу 2022 | Тобол Актобе Каспий Астана Шахтёр Мактаарал Ордабасы Кайрат Атырау Аксу Тараз Кызыл-Жар СК Акжайык ТуранРасположение команд чемпионата Казахстана по футболу 2022 | Тобол Актобе Каспий Астана Шахтёр Мактаарал Ордабасы Кайрат Атырау Аксу Тараз Кызыл-Жар СК Акжайык ТуранРасположение команд чемпионата Казахстана по футболу 2022 | Тобол Актобе Каспий Астана Шахтёр Мактаарал Ордабасы Кайрат Атырау Аксу Тараз Кызыл-Жар СК Акжайык ТуранРасположение команд чемпионата Казахстана по футболу 2022 | Центральный                       |
| Тобол Актобе Каспий Астана Шахтёр Мактаарал Ордабасы Кайрат Атырау Аксу Тараз Кызыл-Жар СК Акжайык ТуранРасположение команд чемпионата Казахстана по футболу 2022 | Тобол Актобе Каспий Астана Шахтёр Мактаарал Ордабасы Кайрат Атырау Аксу Тараз Кызыл-Жар СК Акжайык ТуранРасположение команд чемпионата Казахстана по футболу 2022 | Тобол Актобе Каспий Астана Шахтёр Мактаарал Ордабасы Кайрат Атырау Аксу Тараз Кызыл-Жар СК Акжайык ТуранРасположение команд чемпионата Казахстана по футболу 2022 | Тобол Актобе Каспий Астана Шахтёр Мактаарал Ордабасы Кайрат Атырау Аксу Тараз Кызыл-Жар СК Акжайык ТуранРасположение команд чемпионата Казахстана по футболу 2022 | Тобол Актобе Каспий Астана Шахтёр Мактаарал Ордабасы Кайрат Атырау Аксу Тараз Кызыл-Жар СК Акжайык ТуранРасположение команд чемпионата Казахстана по футболу 2022 | Вместимость: 9 500                |
| Тобол Актобе Каспий Астана Шахтёр Мактаарал Ордабасы Кайрат Атырау Аксу Тараз Кызыл-Жар СК Акжайык ТуранРасположение команд чемпионата Казахстана по футболу 2022 | Тобол Актобе Каспий Астана Шахтёр Мактаарал Ордабасы Кайрат Атырау Аксу Тараз Кызыл-Жар СК Акжайык ТуранРасположение команд чемпионата Казахстана по футболу 2022 | Тобол Актобе Каспий Астана Шахтёр Мактаарал Ордабасы Кайрат Атырау Аксу Тараз Кызыл-Жар СК Акжайык ТуранРасположение команд чемпионата Казахстана по футболу 2022 | Тобол Актобе Каспий Астана Шахтёр Мактаарал Ордабасы Кайрат Атырау Аксу Тараз Кызыл-Жар СК Акжайык ТуранРасположение команд чемпионата Казахстана по футболу 2022 | Тобол Актобе Каспий Астана Шахтёр Мактаарал Ордабасы Кайрат Атырау Аксу Тараз Кызыл-Жар СК Акжайык ТуранРасположение команд чемпионата Казахстана по футболу 2022 | Атырау                            |
| Тобол Актобе Каспий Астана Шахтёр Мактаарал Ордабасы Кайрат Атырау Аксу Тараз Кызыл-Жар СК Акжайык ТуранРасположение команд чемпионата Казахстана по футболу 2022 | Тобол Актобе Каспий Астана Шахтёр Мактаарал Ордабасы Кайрат Атырау Аксу Тараз Кызыл-Жар СК Акжайык ТуранРасположение команд чемпионата Казахстана по футболу 2022 | Тобол Актобе Каспий Астана Шахтёр Мактаарал Ордабасы Кайрат Атырау Аксу Тараз Кызыл-Жар СК Акжайык ТуранРасположение команд чемпионата Казахстана по футболу 2022 | Тобол Актобе Каспий Астана Шахтёр Мактаарал Ордабасы Кайрат Атырау Аксу Тараз Кызыл-Жар СК Акжайык ТуранРасположение команд чемпионата Казахстана по футболу 2022 | Тобол Актобе Каспий Астана Шахтёр Мактаарал Ордабасы Кайрат Атырау Аксу Тараз Кызыл-Жар СК Акжайык ТуранРасположение команд чемпионата Казахстана по футболу 2022 | Мунайшы                           |
| Тобол Актобе Каспий Астана Шахтёр Мактаарал Ордабасы Кайрат Атырау Аксу Тараз Кызыл-Жар СК Акжайык ТуранРасположение команд чемпионата Казахстана по футболу 2022 | Тобол Актобе Каспий Астана Шахтёр Мактаарал Ордабасы Кайрат Атырау Аксу Тараз Кызыл-Жар СК Акжайык ТуранРасположение команд чемпионата Казахстана по футболу 2022 | Тобол Актобе Каспий Астана Шахтёр Мактаарал Ордабасы Кайрат Атырау Аксу Тараз Кызыл-Жар СК Акжайык ТуранРасположение команд чемпионата Казахстана по футболу 2022 | Тобол Актобе Каспий Астана Шахтёр Мактаарал Ордабасы Кайрат Атырау Аксу Тараз Кызыл-Жар СК Акжайык ТуранРасположение команд чемпионата Казахстана по футболу 2022 | Тобол Актобе Каспий Астана Шахтёр Мактаарал Ордабасы Кайрат Атырау Аксу Тараз Кызыл-Жар СК Акжайык ТуранРасположение команд чемпионата Казахстана по футболу 2022 | Вместимость: 8 900                |
| Тобол Актобе Каспий Астана Шахтёр Мактаарал Ордабасы Кайрат Атырау Аксу Тараз Кызыл-Жар СК Акжайык ТуранРасположение команд чемпионата Казахстана по футболу 2022 | Тобол Актобе Каспий Астана Шахтёр Мактаарал Ордабасы Кайрат Атырау Аксу Тараз Кызыл-Жар СК Акжайык ТуранРасположение команд чемпионата Казахстана по футболу 2022 | Тобол Актобе Каспий Астана Шахтёр Мактаарал Ордабасы Кайрат Атырау Аксу Тараз Кызыл-Жар СК Акжайык ТуранРасположение команд чемпионата Казахстана по футболу 2022 | Тобол Актобе Каспий Астана Шахтёр Мактаарал Ордабасы Кайрат Атырау Аксу Тараз Кызыл-Жар СК Акжайык ТуранРасположение команд чемпионата Казахстана по футболу 2022 | Тобол Актобе Каспий Астана Шахтёр Мактаарал Ордабасы Кайрат Атырау Аксу Тараз Кызыл-Жар СК Акжайык ТуранРасположение команд чемпионата Казахстана по футболу 2022 | Акжайык (Уральск)                 |
| Тобол Актобе Каспий Астана Шахтёр Мактаарал Ордабасы Кайрат Атырау Аксу Тараз Кызыл-Жар СК Акжайык ТуранРасположение команд чемпионата Казахстана по футболу 2022 | Тобол Актобе Каспий Астана Шахтёр Мактаарал Ордабасы Кайрат Атырау Аксу Тараз Кызыл-Жар СК Акжайык ТуранРасположение команд чемпионата Казахстана по футболу 2022 | Тобол Актобе Каспий Астана Шахтёр Мактаарал Ордабасы Кайрат Атырау Аксу Тараз Кызыл-Жар СК Акжайык ТуранРасположение команд чемпионата Казахстана по футболу 2022 | Тобол Актобе Каспий Астана Шахтёр Мактаарал Ордабасы Кайрат Атырау Аксу Тараз Кызыл-Жар СК Акжайык ТуранРасположение команд чемпионата Казахстана по футболу 2022 | Тобол Актобе Каспий Астана Шахтёр Мактаарал Ордабасы Кайрат Атырау Аксу Тараз Кызыл-Жар СК Акжайык ТуранРасположение команд чемпионата Казахстана по футболу 2022 | Петр Атоян                        |
| Тобол Актобе Каспий Астана Шахтёр Мактаарал Ордабасы Кайрат Атырау Аксу Тараз Кызыл-Жар СК Акжайык ТуранРасположение команд чемпионата Казахстана по футболу 2022 | Тобол Актобе Каспий Астана Шахтёр Мактаарал Ордабасы Кайрат Атырау Аксу Тараз Кызыл-Жар СК Акжайык ТуранРасположение команд чемпионата Казахстана по футболу 2022 | Тобол Актобе Каспий Астана Шахтёр Мактаарал Ордабасы Кайрат Атырау Аксу Тараз Кызыл-Жар СК Акжайык ТуранРасположение команд чемпионата Казахстана по футболу 2022 | Тобол Актобе Каспий Астана Шахтёр Мактаарал Ордабасы Кайрат Атырау Аксу Тараз Кызыл-Жар СК Акжайык ТуранРасположение команд чемпионата Казахстана по футболу 2022 | Тобол Актобе Каспий Астана Шахтёр Мактаарал Ордабасы Кайрат Атырау Аксу Тараз Кызыл-Жар СК Акжайык ТуранРасположение команд чемпионата Казахстана по футболу 2022 | Вместимость: 8 320                |
| Тобол Актобе Каспий Астана Шахтёр Мактаарал Ордабасы Кайрат Атырау Аксу Тараз Кызыл-Жар СК Акжайык ТуранРасположение команд чемпионата Казахстана по футболу 2022 | Тобол Актобе Каспий Астана Шахтёр Мактаарал Ордабасы Кайрат Атырау Аксу Тараз Кызыл-Жар СК Акжайык ТуранРасположение команд чемпионата Казахстана по футболу 2022 | Тобол Актобе Каспий Астана Шахтёр Мактаарал Ордабасы Кайрат Атырау Аксу Тараз Кызыл-Жар СК Акжайык ТуранРасположение команд чемпионата Казахстана по футболу 2022 | Тобол Актобе Каспий Астана Шахтёр Мактаарал Ордабасы Кайрат Атырау Аксу Тараз Кызыл-Жар СК Акжайык ТуранРасположение команд чемпионата Казахстана по футболу 2022 | Тобол Актобе Каспий Астана Шахтёр Мактаарал Ордабасы Кайрат Атырау Аксу Тараз Кызыл-Жар СК Акжайык ТуранРасположение команд чемпионата Казахстана по футболу 2022 | Туран (Туркестан)                 |
| Тобол Актобе Каспий Астана Шахтёр Мактаарал Ордабасы Кайрат Атырау Аксу Тараз Кызыл-Жар СК Акжайык ТуранРасположение команд чемпионата Казахстана по футболу 2022 | Тобол Актобе Каспий Астана Шахтёр Мактаарал Ордабасы Кайрат Атырау Аксу Тараз Кызыл-Жар СК Акжайык ТуранРасположение команд чемпионата Казахстана по футболу 2022 | Тобол Актобе Каспий Астана Шахтёр Мактаарал Ордабасы Кайрат Атырау Аксу Тараз Кызыл-Жар СК Акжайык ТуранРасположение команд чемпионата Казахстана по футболу 2022 | Тобол Актобе Каспий Астана Шахтёр Мактаарал Ордабасы Кайрат Атырау Аксу Тараз Кызыл-Жар СК Акжайык ТуранРасположение команд чемпионата Казахстана по футболу 2022 | Тобол Актобе Каспий Астана Шахтёр Мактаарал Ордабасы Кайрат Атырау Аксу Тараз Кызыл-Жар СК Акжайык ТуранРасположение команд чемпионата Казахстана по футболу 2022 | Туркестан арена                   |
| Тобол Актобе Каспий Астана Шахтёр Мактаарал Ордабасы Кайрат Атырау Аксу Тараз Кызыл-Жар СК Акжайык ТуранРасположение команд чемпионата Казахстана по футболу 2022 | Тобол Актобе Каспий Астана Шахтёр Мактаарал Ордабасы Кайрат Атырау Аксу Тараз Кызыл-Жар СК Акжайык ТуранРасположение команд чемпионата Казахстана по футболу 2022 | Тобол Актобе Каспий Астана Шахтёр Мактаарал Ордабасы Кайрат Атырау Аксу Тараз Кызыл-Жар СК Акжайык ТуранРасположение команд чемпионата Казахстана по футболу 2022 | Тобол Актобе Каспий Астана Шахтёр Мактаарал Ордабасы Кайрат Атырау Аксу Тараз Кызыл-Жар СК Акжайык ТуранРасположение команд чемпионата Казахстана по футболу 2022 | Тобол Актобе Каспий Астана Шахтёр Мактаарал Ордабасы Кайрат Атырау Аксу Тараз Кызыл-Жар СК Акжайык ТуранРасположение команд чемпионата Казахстана по футболу 2022 | Вместимость: 7 000                |
| Тобол Актобе Каспий Астана Шахтёр Мактаарал Ордабасы Кайрат Атырау Аксу Тараз Кызыл-Жар СК Акжайык ТуранРасположение команд чемпионата Казахстана по футболу 2022 | Тобол Актобе Каспий Астана Шахтёр Мактаарал Ордабасы Кайрат Атырау Аксу Тараз Кызыл-Жар СК Акжайык ТуранРасположение команд чемпионата Казахстана по футболу 2022 | Тобол Актобе Каспий Астана Шахтёр Мактаарал Ордабасы Кайрат Атырау Аксу Тараз Кызыл-Жар СК Акжайык ТуранРасположение команд чемпионата Казахстана по футболу 2022 | Тобол Актобе Каспий Астана Шахтёр Мактаарал Ордабасы Кайрат Атырау Аксу Тараз Кызыл-Жар СК Акжайык ТуранРасположение команд чемпионата Казахстана по футболу 2022 | Тобол Актобе Каспий Астана Шахтёр Мактаарал Ордабасы Кайрат Атырау Аксу Тараз Кызыл-Жар СК Акжайык ТуранРасположение команд чемпионата Казахстана по футболу 2022 | Мактаарал (Туркестанская область) |
| Тобол Актобе Каспий Астана Шахтёр Мактаарал Ордабасы Кайрат Атырау Аксу Тараз Кызыл-Жар СК Акжайык ТуранРасположение команд чемпионата Казахстана по футболу 2022 | Тобол Актобе Каспий Астана Шахтёр Мактаарал Ордабасы Кайрат Атырау Аксу Тараз Кызыл-Жар СК Акжайык ТуранРасположение команд чемпионата Казахстана по футболу 2022 | Тобол Актобе Каспий Астана Шахтёр Мактаарал Ордабасы Кайрат Атырау Аксу Тараз Кызыл-Жар СК Акжайык ТуранРасположение команд чемпионата Казахстана по футболу 2022 | Тобол Актобе Каспий Астана Шахтёр Мактаарал Ордабасы Кайрат Атырау Аксу Тараз Кызыл-Жар СК Акжайык ТуранРасположение команд чемпионата Казахстана по футболу 2022 | Тобол Актобе Каспий Астана Шахтёр Мактаарал Ордабасы Кайрат Атырау Аксу Тараз Кызыл-Жар СК Акжайык ТуранРасположение команд чемпионата Казахстана по футболу 2022 | Туркестан арена                   |
| Тобол Актобе Каспий Астана Шахтёр Мактаарал Ордабасы Кайрат Атырау Аксу Тараз Кызыл-Жар СК Акжайык ТуранРасположение команд чемпионата Казахстана по футболу 2022 | Тобол Актобе Каспий Астана Шахтёр Мактаарал Ордабасы Кайрат Атырау Аксу Тараз Кызыл-Жар СК Акжайык ТуранРасположение команд чемпионата Казахстана по футболу 2022 | Тобол Актобе Каспий Астана Шахтёр Мактаарал Ордабасы Кайрат Атырау Аксу Тараз Кызыл-Жар СК Акжайык ТуранРасположение команд чемпионата Казахстана по футболу 2022 | Тобол Актобе Каспий Астана Шахтёр Мактаарал Ордабасы Кайрат Атырау Аксу Тараз Кызыл-Жар СК Акжайык ТуранРасположение команд чемпионата Казахстана по футболу 2022 | Тобол Актобе Каспий Астана Шахтёр Мактаарал Ордабасы Кайрат Атырау Аксу Тараз Кызыл-Жар СК Акжайык ТуранРасположение команд чемпионата Казахстана по футболу 2022 | Вместимость: 7 000                |
| Тобол Актобе Каспий Астана Шахтёр Мактаарал Ордабасы Кайрат Атырау Аксу Тараз Кызыл-Жар СК Акжайык ТуранРасположение команд чемпионата Казахстана по футболу 2022 | Тобол Актобе Каспий Астана Шахтёр Мактаарал Ордабасы Кайрат Атырау Аксу Тараз Кызыл-Жар СК Акжайык ТуранРасположение команд чемпионата Казахстана по футболу 2022 | Тобол Актобе Каспий Астана Шахтёр Мактаарал Ордабасы Кайрат Атырау Аксу Тараз Кызыл-Жар СК Акжайык ТуранРасположение команд чемпионата Казахстана по футболу 2022 | Тобол Актобе Каспий Астана Шахтёр Мактаарал Ордабасы Кайрат Атырау Аксу Тараз Кызыл-Жар СК Акжайык ТуранРасположение команд чемпионата Казахстана по футболу 2022 | Тобол Актобе Каспий Астана Шахтёр Мактаарал Ордабасы Кайрат Атырау Аксу Тараз Кызыл-Жар СК Акжайык ТуранРасположение команд чемпионата Казахстана по футболу 2022 | Каспий (Актау)                    |
| Тобол Актобе Каспий Астана Шахтёр Мактаарал Ордабасы Кайрат Атырау Аксу Тараз Кызыл-Жар СК Акжайык ТуранРасположение команд чемпионата Казахстана по футболу 2022 | Тобол Актобе Каспий Астана Шахтёр Мактаарал Ордабасы Кайрат Атырау Аксу Тараз Кызыл-Жар СК Акжайык ТуранРасположение команд чемпионата Казахстана по футболу 2022 | Тобол Актобе Каспий Астана Шахтёр Мактаарал Ордабасы Кайрат Атырау Аксу Тараз Кызыл-Жар СК Акжайык ТуранРасположение команд чемпионата Казахстана по футболу 2022 | Тобол Актобе Каспий Астана Шахтёр Мактаарал Ордабасы Кайрат Атырау Аксу Тараз Кызыл-Жар СК Акжайык ТуранРасположение команд чемпионата Казахстана по футболу 2022 | Тобол Актобе Каспий Астана Шахтёр Мактаарал Ордабасы Кайрат Атырау Аксу Тараз Кызыл-Жар СК Акжайык ТуранРасположение команд чемпионата Казахстана по футболу 2022 | Жас Канат                         |
| Тобол Актобе Каспий Астана Шахтёр Мактаарал Ордабасы Кайрат Атырау Аксу Тараз Кызыл-Жар СК Акжайык ТуранРасположение команд чемпионата Казахстана по футболу 2022 | Тобол Актобе Каспий Астана Шахтёр Мактаарал Ордабасы Кайрат Атырау Аксу Тараз Кызыл-Жар СК Акжайык ТуранРасположение команд чемпионата Казахстана по футболу 2022 | Тобол Актобе Каспий Астана Шахтёр Мактаарал Ордабасы Кайрат Атырау Аксу Тараз Кызыл-Жар СК Акжайык ТуранРасположение команд чемпионата Казахстана по футболу 2022 | Тобол Актобе Каспий Астана Шахтёр Мактаарал Ордабасы Кайрат Атырау Аксу Тараз Кызыл-Жар СК Акжайык ТуранРасположение команд чемпионата Казахстана по футболу 2022 | Тобол Актобе Каспий Астана Шахтёр Мактаарал Ордабасы Кайрат Атырау Аксу Тараз Кызыл-Жар СК Акжайык ТуранРасположение команд чемпионата Казахстана по футболу 2022 | Вместимость: 5 000                |

## Турнирная таблица
| М  | Команда   | И  | В  | Н  | П  | Мячи    | ±   | О  | Примечания                     |
| -- | --------- | -- | -- | -- | -- | ------- | --- | -- | ------------------------------ |
| 1  | Астана    | 26 | 16 | 5  | 5  | 65 − 24 | +41 | 53 | 1-й кв. раунд Лиги чемпионов   |
| 2  | Актобе    | 26 | 16 | 4  | 6  | 43 − 28 | +15 | 52 | 2-й кв. раунд Лиги конференций |
| 3  | Тобол     | 26 | 14 | 5  | 7  | 46 − 33 | +13 | 47 | 2-й кв. раунд Лиги конференций |
| 4  | Кайрат    | 26 | 12 | 6  | 8  | 34 − 36 | −2  | 42 |                                |
| 5  | Ордабасы  | 26 | 11 | 5  | 10 | 36 − 39 | −3  | 38 | 2-й кв. раунд Лиги конференций |
| 6  | Аксу      | 26 | 11 | 3  | 12 | 32 − 37 | −5  | 36 |                                |
| 7  | Шахтёр    | 26 | 9  | 5  | 12 | 34 − 35 | −1  | 32 |                                |
| 8  | Мактаарал | 26 | 8  | 7  | 11 | 28 − 38 | −10 | 31 |                                |
| 9  | Каспий    | 26 | 9  | 4  | 13 | 26 − 42 | −16 | 31 |                                |
| 10 | Кызыл-Жар | 26 | 7  | 9  | 10 | 33 − 32 | +1  | 30 |                                |
| 11 | Атырау    | 26 | 7  | 8  | 11 | 30 − 39 | −9  | 29 |                                |
| 12 | Тараз     | 26 | 6  | 10 | 10 | 27 − 29 | −2  | 28 |                                |
| 13 | Туран     | 26 | 6  | 10 | 10 | 25 − 35 | −10 | 28 | Вылет в Первую лигу            |
| 14 | Акжайык   | 26 | 6  | 7  | 13 | 19 − 31 | −12 | 25 | Вылет в Первую лигу            |

И — игры, В — выигрыши, Н — ничьи, П — проигрыши, Мячи — забитые и пропущенные голы, ± — разница голов, О — очки

### Результаты
|           | АКЖ | АКС | АКТ | АСТ | АТЫ | КАЙ | КАС | КЫЗ | МАК | ОРД | ТАР | ТОБ | ТУР | ШАХ |
| --------- | --- | --- | --- | --- | --- | --- | --- | --- | --- | --- | --- | --- | --- | --- |
| Акжайык   |     | 0:1 | 3:1 | 1:0 | 4:2 | 0:0 | 2:0 | 2:2 | 0:0 | 0:1 | 0:0 | 1:3 | 1:1 | 1:2 |
| Аксу      | 1:0 |     | 1:2 | 1:0 | 2:1 | 1:2 | 2:0 | 1:0 | 4:2 | 2:2 | 1:2 | 3:0 | 2:0 | 1:1 |
| Актобе    | 2:1 | 1:0 |     | 4:1 | 2:1 | 4:1 | 4:0 | 1:0 | 1:0 | 3:1 | 1:0 | 2:1 | 3:2 | 1:1 |
| Астана    | 4:0 | 5:0 | 1:0 |     | 5:1 | 6:0 | 4:0 | 1:0 | 4:0 | 6:0 | 2:1 | 1:2 | 3:3 | 0:3 |
| Атырау    | 0:1 | 0:0 | 0:2 | 1:1 |     | 1:2 | 3:2 | 3:3 | 2:1 | 2:1 | 0:0 | 2:1 | 0:2 | 2:2 |
| Кайрат    | 2:0 | 2:0 | 2:0 | 0:4 | 0:3 |     | 1:0 | 1:1 | 1:0 | 1:2 | 1:1 | 2:3 | 0:1 | 2:0 |
| Каспий    | 0:0 | 1:0 | 2:0 | 0:3 | 2:1 | 2:2 |     | 1:0 | 2:4 | 2:1 | 2:1 | 0:0 | 0:2 | 4:0 |
| Кызыл-Жар | 2:0 | 2:1 | 1:1 | 0:2 | 3:1 | 1:2 | 4:1 |     | 1:1 | 4:0 | 1:1 | 1:3 | 3:1 | 0:1 |
| Мактаарал | 1:0 | 2:1 | 1:1 | 0:3 | 1:1 | 0:1 | 2:1 | 1:1 |     | 0:0 | 0:1 | 2:1 | 2:0 | 0:2 |
| Ордабасы  | 2:0 | 3:0 | 2:2 | 1:2 | 2:0 | 2:1 | 4:1 | 3:1 | 1:1 |     | 3:2 | 3:1 | 1:2 | 1:0 |
| Тараз     | 2:0 | 3:4 | 3:0 | 1:1 | 0:1 | 1:1 | 1:1 | 0:0 | 0:1 | 1:0 |     | 0:2 | 2:3 | 2:1 |
| Тобол     | 1:0 | 2:0 | 1:0 | 1:1 | 0:2 | 2:2 | 1:0 | 2:0 | 4:2 | 4:0 | 2:2 |     | 3:0 | 3:1 |
| Туран     | 1:1 | 0:1 | 0:2 | 2:2 | 0:0 | 1:3 | 0:1 | 0:0 | 0:3 | 0:0 | 0:0 | 2:2 |     | 2:0 |
| Шахтёр    | 0:1 | 4:2 | 2:3 | 2:3 | 0:0 | 0:2 | 0:1 | 1:2 | 5:1 | 1:0 | 1:0 | 4:1 | 0:0 |     |

## Потуровая таблица
| Команда/ Тур | 1      | 2  | 3  | 4  | 5  | 6  | 7  | 8  | 9  | 10 | 11 | 12 | 13 | 14 | 15 | 16 | 17 | 18 | 19 | 20 | 21 | 22 | 23 | 24 | 25 | 26 |   |
| ------------ | ------ | -- | -- | -- | -- | -- | -- | -- | -- | -- | -- | -- | -- | -- | -- | -- | -- | -- | -- | -- | -- | -- | -- | -- | -- | -- | - |
| Команда/ Тур | Астана | 14 | 14 | 10 | 6  | 5  | 5  | 3  | 5  | 4  | 3  | 2  | 2  | 1  | 1  | 2  | 2  | 2  | 2  | 2  | 2  | 2  | 2  | 2  | 2  | 1  | 1 |
| Актобе       | 13     | 7  | 9  | 10 | 8  | 8  | 8  | 9  | 7  | 8  | 6  | 4  | 2  | 2  | 1  | 1  | 1  | 1  | 1  | 1  | 1  | 1  | 1  | 1  | 2  | 2  |   |
| Тобол        | 3      | 3  | 3  | 2  | 3  | 4  | 6  | 6  | 9  | 6  | 7  | 7  | 7  | 4  | 3  | 4  | 3  | 3  | 3  | 3  | 3  | 3  | 3  | 3  | 3  | 3  |   |
| Кайрат       | 2      | 2  | 2  | 4  | 2  | 3  | 4  | 7  | 8  | 9  | 10 | 9  | 8  | 6  | 6  | 5  | 4  | 5  | 5  | 5  | 4  | 4  | 4  | 4  | 4  | 4  |   |
| Ордабасы     | 5      | 10 | 6  | 8  | 6  | 6  | 5  | 2  | 5  | 7  | 8  | 8  | 9  | 7  | 4  | 3  | 5  | 6  | 7  | 6  | 5  | 5  | 5  | 5  | 5  | 5  |   |
| Аксу         | 9      | 6  | 8  | 9  | 11 | 12 | 13 | 12 | 10 | 12 | 9  | 10 | 11 | 12 | 13 | 10 | 12 | 10 | 9  | 8  | 9  | 7  | 6  | 6  | 6  | 6  |   |
| Шахтёр       | 1      | 1  | 1  | 1  | 1  | 1  | 1  | 4  | 2  | 5  | 3  | 5  | 5  | 8  | 8  | 9  | 7  | 4  | 4  | 4  | 6  | 6  | 7  | 7  | 7  | 7  |   |
| Мактаарал    | 6      | 11 | 12 | 14 | 14 | 13 | 14 | 14 | 14 | 14 | 14 | 14 | 14 | 14 | 14 | 14 | 14 | 14 | 14 | 14 | 14 | 14 | 13 | 12 | 9  | 8  |   |
| Каспий       | 4      | 5  | 4  | 3  | 4  | 2  | 2  | 1  | 3  | 1  | 4  | 1  | 4  | 5  | 7  | 8  | 8  | 9  | 10 | 9  | 7  | 8  | 8  | 8  | 8  | 9  |   |
| Кызыл-Жар    | 11     | 13 | 14 | 11 | 12 | 11 | 12 | 13 | 13 | 13 | 13 | 11 | 12 | 10 | 11 | 12 | 10 | 12 | 11 | 11 | 12 | 12 | 11 | 11 | 12 | 10 |   |
| Атырау       | 7      | 9  | 7  | 5  | 7  | 9  | 9  | 8  | 6  | 4  | 5  | 6  | 6  | 9  | 9  | 7  | 9  | 8  | 6  | 7  | 8  | 9  | 9  | 10 | 10 | 11 |   |
| Тараз        | 8      | 4  | 5  | 7  | 9  | 7  | 7  | 3  | 1  | 2  | 1  | 3  | 3  | 3  | 5  | 6  | 6  | 7  | 8  | 10 | 10 | 10 | 10 | 9  | 11 | 12 |   |
| Туран        | 10     | 8  | 11 | 13 | 13 | 14 | 11 | 11 | 12 | 10 | 11 | 12 | 14 | 13 | 12 | 11 | 13 | 11 | 12 | 12 | 11 | 11 | 12 | 13 | 14 | 13 |   |
| Акжайык      | 12     | 12 | 13 | 12 | 10 | 10 | 10 | 10 | 11 | 11 | 12 | 13 | 10 | 11 | 10 | 13 | 11 | 13 | 13 | 13 | 13 | 13 | 14 | 14 | 13 | 14 |   |

## Статистика чемпионата

### Бомбардиры
| М | Игрок               | Клуб          | ГЗ (П) |
| - | ------------------- | ------------- | ------ |
| 1 | Педру Эужениу       | Астана        | 18 (2) |
| 2 | Марин Томасов       | Астана        | 15 (3) |
| 3 | Андрия Филипович    | Атырау        | 13 (3) |
| 4 | Жуан Паулу          | Кайрат        | 11 (2) |
| 5 | Абат Аймбетов       | Астана        | 9 (0)  |
| 5 | Игорь Сергеев       | Тобол         | 9 (0)  |
| 5 | Тимур Досмагамбетов | Шахтёр/Астана | 9 (4)  |